# Alfredo Cristiani
Alfredo Félix Cristiani Burkard (San Salvador, 22 novembre 1947) è un politico salvadoregno.

## Biografia
È stato Presidente di El Salvador dal giugno 1989 al giugno 1994 come esponente del partito conservatore ARENA. Viene ricordato per aver concluso gli accordi di pace di Chapultepec, che posero fine alla guerra civile. 
Ha origini italiane, precisamente di Bagnaria (PV).